# Campeonato Mundial de Atletismo em Pista Coberta de 2022 - Heptatlo masculino
A prova do heptatlo masculino do Campeonato Mundial de Atletismo em Pista Coberta de 2022 ocorreu entre os dias  18 e 19 de março na Belgrade Arena, em Belgrado, na Sérvia.

## Recordes
Antes desta competição, os recordes mundiais e do campeonato nesta prova eram os seguintes:
|                       | Nome         | Nacionalidade  | Pontos | Local    | Data                |
| --------------------- | ------------ | -------------- | ------ | -------- | ------------------- |
| Recorde mundial       | Ashton Eaton | Estados Unidos | 6.645  | Istambul | 10 de março de 2012 |
| Recorde do campeonato | Ashton Eaton | Estados Unidos | 6.645  | Istambul | 10 de março de 2012 |

## Medalhistas
| Ouro                | Prata               | Bronze               |
| Damian Warner (CAN) | Simon Ehammer (SUI) | Ashley Moloney (AUS) |

## Cronograma
Todos os horários são locais (UTC+1).
| Data        | Hora  | Evento                  |
| ----------- | ----- | ----------------------- |
| 18 de março | 09:56 | 60 metros               |
| 18 de março | 10:40 | Salto em distância      |
| 18 de março | 12:06 | Arremesso de peso       |
| 18 de março | 19:05 | Salto em altura         |
| 19 de março | 09:33 | 60 metros com barreiras |
| 19 de março | 10:45 | Salto com vara          |
| 19 de março | 19:40 | 1000 metros             |

## Resultados

### 60 metros
A prova teve inícios às 09:56 no dia 18 de março. 
| Posição | Bateria | Atleta                    | Nacionalidade  | Tempo | Pontos | Notas                |
| ------- | ------- | ------------------------- | -------------- | ----- | ------ | -------------------- |
| 1       | 2       | Damian Warner             | Canadá         | 6.68  | 999    | Recorde pessoal      |
| 2       | 1       | Ashley Moloney            | Austrália      | 6.70  | 992    | Recorde pessoal      |
| 3       | 2       | Simon Ehammer             | Suíça          | 6.72  | 984    | Recorde pessoal      |
| 4       | 2       | Garrett Scantling         | Estados Unidos | 6.84  | 940    | Recorde pessoal      |
| 5       | 2       | Hans-Christian Hausenberg | Estónia        | 6.86  | 933    |                      |
| 6       | 1       | Lindon Victor             | Granada        | 6.91  | 915    | Recorde pessoal      |
| 7       | 2       | Steven Bastien            | Estados Unidos | 6.94  | 904    | Recorde da temporada |
| 8       | 2       | Jorge Ureña               | Espanha        | 6.95  | 900    |                      |
| 9       | 1       | Andri Oberholzer          | Suíça          | 7.00  | 882    | Recorde pessoal      |
| 10      | 1       | Dario Dester              | Itália         | 7.01  | 879    |                      |
| 11      | 1       | Karel Tilga               | Estónia        | 7.07  | 858    | Recorde pessoal      |
| 12      | 1       | Kai Kazmirek              | Alemanha       | 7.22  | 806    | Recorde da temporada |

### Salto em distância
A prova teve inícios às 10:40 no dia 18 de março. 
| Posição | Atleta                    | Nacionalidade  | #1   | #2   | #3   | Resultados | Pontos | Notas                | Total |
| ------- | ------------------------- | -------------- | ---- | ---- | ---- | ---------- | ------ | -------------------- | ----- |
| 1       | Damian Warner             | Canadá         | x    | 8.05 | x    | 8.05       | 1073   | Recorde da temporada | 2072  |
| 2       | Simon Ehammer             | Suíça          | 8.04 | 7.87 | 7.98 | 8.04       | 1071   |                      | 2055  |
| 3       | Hans-Christian Hausenberg | Estónia        | 7.96 | x    | x    | 7.96       | 1050   | Recorde pessoal      | 1983  |
| 4       | Ashley Moloney            | Austrália      | 7.66 | 7.56 | 7.82 | 7.82       | 1015   | Recorde pessoal      | 2007  |
| 5       | Andri Oberholzer          | Suíça          | 7.18 | 7.42 | 7.57 | 7.57       | 952    | Recorde pessoal      | 1834  |
| 6       | Steven Bastien            | Estados Unidos | 7.27 | x    | 7.56 | 7.56       | 950    | Recorde da temporada | 1854  |
| 7       | Lindon Victor             | Granada        | 7.12 | 7.56 | x    | 7.56       | 950    | Recorde pessoal      | 1865  |
| 8       | Karel Tilga               | Estónia        | 7.25 | 7.20 | 7.54 | 7.54       | 945    | Recorde da temporada | 1803  |
| 9       | Garrett Scantling         | Estados Unidos | 7.28 | 7.40 | 7.30 | 7.40       | 910    | Recorde da temporada | 1850  |
| 10      | Jorge Ureña               | Espanha        | 7.33 | 7.29 | x    | 7.33       | 893    |                      | 1793  |
| 11      | Dario Dester              | Itália         | 7.02 | 7.11 | 7.30 | 7.30       | 886    |                      | 1765  |
| 12      | Kai Kazmirek              | Alemanha       | 6.66 | 6.95 | 6.93 | 6.95       | 802    | Recorde da temporada | 1608  |

### Arremesso de peso
A prova teve inícios às 12:06 no dia 18 de março. 
| Posiçãok | Atleta                    | Nacionalidade  | #1    | #2    | #3    | Resultados | Pontos | Notas                | Total |
| -------- | ------------------------- | -------------- | ----- | ----- | ----- | ---------- | ------ | -------------------- | ----- |
| 1        | Garrett Scantling         | Estados Unidos | 16.37 | 15.99 | 16.37 | 16.37      | 874    | Recorde pessoal      | 2724  |
| 2        | Lindon Victor             | Granada        | 14.82 | x     | 15.65 | 15.65      | 830    | Recorde da temporada | 2695  |
| 3        | Karel Tilga               | Estónia        | 13.83 | 14.84 | 15.36 | 15.36      | 812    |                      | 2615  |
| 4        | Damian Warner             | Canadá         | 14.37 | 14.52 | 14.89 | 14.89      | 783    |                      | 2855  |
| 5        | Andri Oberholzer          | Suíça          | 14.76 | 13.91 | 13.86 | 14.76      | 775    |                      | 2609  |
| 6        | Simon Ehammer             | Suíça          | 14.03 | 14.23 | 13.98 | 14.23      | 742    | Recorde da temporada | 2797  |
| 7        | Dario Dester              | Itália         | 13.62 | 13.78 | 14.03 | 14.03      | 730    | Recorde da temporada | 2495  |
| 8        | Jorge Ureña               | Espanha        | 13.41 | 13.90 | 13.89 | 13.90      | 722    |                      | 2515  |
| 9        | Ashley Moloney            | Austrália      | 13.87 | 13.89 | 13.46 | 13.89      | 722    | Recorde da temporada | 2729  |
| 10       | Hans-Christian Hausenberg | Estónia        | 12.45 | 13.62 | x     | 13.62      | 705    |                      | 2688  |
| 11       | Kai Kazmirek              | Alemanha       | 12.89 | 13.13 | 13.40 | 13.40      | 692    | Recorde da temporada | 2300  |
| 12       | Steven Bastien            | Estados Unidos | x     | 13.19 | x     | 13.19      | 679    | Recorde da temporada | 2533  |

### Salto em altura
A prova teve inícios às 19:05 no dia 18 de março. 
| Posição | Atleta                    | Nacionalidade  | 1.84       | 1.87       | 1.90       | 1.93       | 1.96       | 1.99       | 2.02       | 2.05       | 2.08       | 2.11       | Resultados | Pontos     | Notas                | Total      |
| ------- | ------------------------- | -------------- | ---------- | ---------- | ---------- | ---------- | ---------- | ---------- | ---------- | ---------- | ---------- | ---------- | ---------- | ---------- | -------------------- | ---------- |
| 1       | Steven Bastien            | Estados Unidos | –          | –          | –          | o          | –          | o          | xo         | xxo        | xxo        | xxx        | 2.08       | 878        | Recorde pessoal      | 3411       |
| 2       | Lindon Victor             | Granada        | –          | –          | o          | o          | o          | xo         | o          | o          | xxx        |            | 2.05       | 850        | Recorde da temporada | 3545       |
| 3       | Simon Ehammer             | Suíça          | –          | –          | o          | o          | o          | xo         | xo         | xo         | xxx        |            | 2.05       | 850        | Recorde pessoal      | 3647       |
| 4       | Jorge Ureña               | Espanha        | –          | –          | xo         | –          | xo         | –          | xo         | xxo        | xxx        |            | 2.05       | 850        | Recorde da temporada | 3365       |
| 5       | Hans-Christian Hausenberg | Estónia        | –          | o          | –          | o          | o          | o          | o          | xxx        |            |            | 2.02       | 822        |                      | 3510       |
| 6       | Garrett Scantling         | Estados Unidos | –          | –          | –          | o          | –          | xxo        | o          | xxx        |            |            | 2.02       | 822        |                      | 3546       |
| 7       | Ashley Moloney            | Austrália      | –          | –          | o          | –          | o          | –          | xo         | r          |            |            | 2.02       | 822        |                      | 3551       |
| 8       | Karel Tilga               | Estónia        | –          | –          | –          | o          | xxo        | xo         | xo         | xr         |            |            | 2.02       | 822        | Recorde da temporada | 3437       |
| 9       | Damian Warner             | Canadá         | –          | –          | –          | o          | o          | o          | xxx        |            |            |            | 1.99       | 794        | Recorde da temporada | 3649       |
| 10      | Andri Oberholzer          | Suíça          | –          | –          | o          | o          | o          | xo         | xxx        |            |            |            | 1.99       | 794        |                      | 3403       |
| 11      | Dario Dester              | Itália         | o          | –          | o          | xxo        | xxo        | xxx        |            |            |            |            | 1.96       | 767        |                      | 3262       |
| 12      | Kai Kazmirek              | Alemanha       | Não largou | Não largou | Não largou | Não largou | Não largou | Não largou | Não largou | Não largou | Não largou | Não largou | Não largou | Não largou | Não largou           | Não largou |

### 60 metros com barreiras
A prova teve inícios às 09:33 no dia 19 de março. 
| Posição | Bateria | Atleta                    | Nacionaliade   | Tempo | Pontos | Notas                | Total |
| ------- | ------- | ------------------------- | -------------- | ----- | ------ | -------------------- | ----- |
| 1       | 2       | Damian Warner             | Canadá         | 7.61  | 1082   |                      | 4731  |
| 2       | 2       | Simon Ehammer             | Suíça          | 7.75  | 1046   |                      | 4693  |
| 3       | 2       | Ashley Moloney            | Austrália      | 7.88  | 1012   | Recorde pessoal      | 4563  |
| 4       | 2       | Jorge Ureña               | Espanha        | 7.98  | 987    |                      | 4352  |
| 5       | 2       | Hans-Christian Hausenberg | Estónia        | 7.99  | 984    |                      | 4494  |
| 6       | 1       | Andri Oberholzer          | Suíça          | 8.12  | 952    | Recorde pessoal      | 4355  |
| 7       | 1       | Dario Dester              | Itália         | 8.12  | 952    |                      | 4214  |
| 8       | 1       | Steven Bastien            | Estados Unidos | 8.14  | 947    |                      | 4358  |
| 9       | 1       | Karel Tilga               | Estónia        | 8.39  | 886    |                      | 4323  |
| 10      | 1       | Lindon Victor             | Granada        | 8.41  | 881    | Recorde da temporada | 4426  |
| 1       | 2       | Garrett Scantling         | Estados Unidos | DNS   | DNS    | DNS                  | DNS   |

### Salto com vara
A prova teve inícios às 10:45 no dia 19 de março. 
| Posição | Atleta                    | Nacionalidade  | 4.40       | 4.50       | 4.60       | 4.70       | 4.80       | 4.90       | 5.00       | 5.10       | 5.20       | 5.30       | 5.40       | Resultados | Pontos     | Notas                | Total      |
| ------- | ------------------------- | -------------- | ---------- | ---------- | ---------- | ---------- | ---------- | ---------- | ---------- | ---------- | ---------- | ---------- | ---------- | ---------- | ---------- | -------------------- | ---------- |
| 1       | Hans-Christian Hausenberg | Estónia        | –          | –          | –          | –          | o          | –          | o          | o          | xo         | xo         | xxx        | 5.30       | 1004       | Recorde pessoal      | 5498       |
| 2       | Ashley Moloney            | Austrália      | –          | –          | o          | –          | o          | o          | o          | o          | xxx        |            |            | 5.10       | 941        | Recorde pessoal      | 5504       |
| 3       | Simon Ehammer             | Suíça          | –          | –          | o          | o          | o          | xo         | xxo        | xxo        | xxx        |            |            | 5.10       | 941        | Recorde pessoal      | 5634       |
| 4       | Andri Oberholzer          | Suíça          | –          | –          | –          | o          | xo         | o          | o          | xxx        |            |            |            | 5.00       | 910        |                      | 5265       |
| 5       | Damian Warner             | Canadá         | –          | –          | o          | o          | o          | xxo        | xxx        |            |            |            |            | 4.90       | 880        | Recorde pessoal      | 5611       |
| 6       | Dario Dester              | Itália         | –          | –          | o          | –          | xo         | xxo        | xxx        |            |            |            |            | 4.90       | 880        |                      | 5094       |
| 7       | Jorge Ureña               | Espanha        | –          | –          | –          | –          | xxo        | –          | xxx        |            |            |            |            | 4.80       | 849        |                      | 5201       |
| 8       | Lindon Victor             | Granada        | xxo        | xo         | o          | o          | xxx        |            |            |            |            |            |            | 4.70       | 819        | Recorde da temporada | 5245       |
| 9       | Steven Bastien            | Estados Unidos | –          | o          | xo         | xo         | xxx        |            |            |            |            |            |            | 4.70       | 819        |                      | 5177       |
| 10      | Karel Tilga               | Estónia        | –          | xo         | xxx        |            |            |            |            |            |            |            |            | 4.50       | 760        |                      | 5083       |
| 11      | Garrett Scantling         | Estados Unidos | Não largou | Não largou | Não largou | Não largou | Não largou | Não largou | Não largou | Não largou | Não largou | Não largou | Não largou | Não largou | Não largou | Não largou           | Não largou |

### 1000 metros
A prova teve inícios às 19:40 no dia 19 de março. 
| Posição | Atleta                    | Nacionalidade  | Resultados | Pontos | Notas                | Total |
| ------- | ------------------------- | -------------- | ---------- | ------ | -------------------- | ----- |
| 1       | Steven Bastien            | Estados Unidos | 2:37.89    | 897    | Recorde da temporada | 6074  |
| 2       | Karel Tilga               | Estónia        | 2:39.28    | 881    | Recorde da temporada | 5964  |
| 3       | Damian Warner             | Canadá         | 2:39.56    | 878    | Recorde da temporada | 6489  |
| 4       | Jorge Ureña               | Espanha        | 2:42.28    | 848    | Recorde da temporada | 6049  |
| 5       | Ashley Moloney            | Austrália      | 2:43.01    | 840    | Recorde pessoal      | 6344  |
| 6       | Dario Dester              | Itália         | 2:43.49    | 835    | Recorde da temporada | 5929  |
| 7       | Andri Oberholzer          | Suíça          | 2:43.61    | 834    | Recorde pessoal      | 6099  |
| 8       | Lindon Victor             | Granada        | 2:48.21    | 784    | Recorde da temporada | 6029  |
| 9       | Simon Ehammer             | Suíça          | 2:53.54    | 729    | Recorde da temporada | 6363  |
| 10      | Hans-Christian Hausenberg | Estónia        | 2:57.10    | 693    | Recorde da temporada | 6191  |

## Classificação final
Esse foi o resultado final. 
| Posição           | Atleta                    | Nacionalidade  | Resultados | Notas                |
| ----------------- | ------------------------- | -------------- | ---------- | -------------------- |
| Medalha de ouro   | Damian Warner             | Canadá         | 6489       | ,                    |
| Medalha de prata  | Simon Ehammer             | Suíça          | 6363       | Recorde nacional     |
| Medalha de bronze | Ashley Moloney            | Austrália      | 6344       | Recorde da Oceania   |
| 4                 | Hans-Christian Hausenberg | Estónia        | 6191       | Recorde pessoal      |
| 5                 | Andri Oberholzer          | Suíça          | 6099       | Recorde pessoal      |
| 6                 | Steven Bastien            | Estados Unidos | 6074       | Recorde pessoal      |
| 7                 | Jorge Ureña               | Espanha        | 6049       | Recorde da temporada |
| 8                 | Lindon Victor             | Granada        | 6029       | Recorde nacional     |
| 9                 | Karel Tilga               | Estónia        | 5964       | Recorde da temporada |
| 10                | Dario Dester              | Itália         | 5929       |                      |
| 11                | Garrett Scantling         | Estados Unidos | DNF        | DNF                  |
| 11                | Kai Kazmirek              | Alemanha       | DNF        | DNF                  |

Legenda
| Recorde mundial       | Recorde mundial (World record)               |                       | Recorde africano                      | Recorde africano (African) |                                           | Q | Classificado por posição (Qualified) |
| Recorde do campeonato | Recorde do campeonato (Championship record)  | Recorde da América    | Recorde da América (Americas)         | q                          | Classificado por melhor tempo (Qualified) |   |                                      |
| Melhor marca do ano   | Melhor marca do ano (World leading)          | Recorde asiático      | Recorde asiático (Asian)              | DNS                        | Não largou (Did not start)                |   |                                      |
| Recorde nacional      | Recorde nacional (National record)           | Recorde europeu       | Recorde europeu (European)            | DNF                        | Não terminou (Did not finish)             |   |                                      |
| Recorde pessoal       | Recorde pessoal do atleta (Personal best)    | Recorde da Oceania    | Recorde da Oceania (Oceania)          | DSQ / DQ                   | Desclassificado (Disqualified)            |   |                                      |
| Recorde da temporada  | Recorde da temporada do atleta (Season best) | Recorde sul-americano | Recorde sul-americano (South America) | NM                         | Sem marca (No mark)                       |   |                                      |